# Bruno Bobak
Pour les articles homonymes, voir Bobak (homonymie).
Bruno Bobak est un peintre canadien d'origine polonaise (né le 27 décembre 1923 à Wawelowska en Pologne, et mort le 24 septembre 2012 à Fredericton au Nouveau-Brunswick, où il demeurait. Il était marié à l'artiste canadienne Molly Lamb Bobak. Il sert dans l'armée canadienne pendant la Seconde guerre mondiale au sein de la 4e division blindée canadienne et réalise des peintures et aquarelles pour l'armée.

## Honneurs
- Prix Victor-Martyn-Lynch-Staunton (1971)